# Lluís Alfons de Borbó
Lluís Alfons Gonçal Víctor Manuel Marc de Borbó i Martínez-Bordiú (Madrid, 25 d'abril de 1974), anomenat en França Louis Alphonse de Bourbon, és un aristòcrata espanyol, pretendent legitimista al tron de França i considerat pels seus seguidors com el rei Lluís XX de França i Navarra.

## Biografia
És fill d'Alfons de Borbó i Dampierre, duc de Cadis i de María del Carmen Martínez-Bordiú Franco, neta del dictador d'Espanya Francisco Franco. Atès que alguns sectors monàrquics francesos consideraven al seu pare cap de la Casa de Borbó de França, i hereu per tant dels seus últims reis de la dinastia Borbó des de la mort del seu pare, l'infant Jaume de Borbó el 1975, és un dels pretendents al tron francès. La pretensió dels Borbó no és recolzada pel conjunt dels monàrquics francesos (els orleanistes són partidaris d'Enric d'Orleans, descendent de l'últim rei de França, Lluís Felip I de França; els bonapartistes recolzen Joan Cristòfor Bonaparte, emparentat amb els emperadors Napoleó I, Napoleó II i Napoleó III).
Els seus pares es van divorciar el 1982 i van obtenir la nul·litat eclesiàstica en 1986. La seva mare s'ha tornat a casar dues vegades i Lluís Alfons té una germana, María Cynthia Rossi, per part de la seva mare.
El 7 de febrer de 1984, el germà gran de Lluís Alfons, Francesc d'Assís, va morir a Pamplona, a conseqüència d'un accident de trànsit ocorregut a Cintruénigo, Navarra, quan tornava d'esquiar d'Astún. Des d'aquell moment, Lluís Alfons va ser considerat pels legitimistes francesos successor del seu pare.
Luis Alfonso va realitzar els seus estudis primaris al col·legi hispano-francès Molière de Pozuelo de Alarcón. Posteriorment, va cursar en el Liceu Francès de Madrid estudis secundaris, i es va llicenciar en Ciències Empresarials en CUNEF, realitzant a continuació un màster en Finances també a Madrid. Va treballar diversos anys per al banc BNP Paribas a Madrid.

### Pretensions nobiliàries
El 1987, el govern espanyol va establir que el títol de duc de Cadis no era hereditari en estar vinculat tradicionalment a la Corona. Tampoc se li reconeix cap altre títol dels quals pretén, com el de duc d'Anjou, duc de Touraine o duc de Borbó, ni tampoc el tractament d'Altesa reial que reclama, doncs no li han estat concedits pel rei i, per tant, no tenen cap validesa.
Per part de mare, Carmen Martínez-Bordiú reclama per a si mateixa el títol de marquesa de Villaverde, atès que ella és la filla primogènita del matrimoni entre Cristóbal Martínez-Bordiú, X Marquès de Villaverde, i María del Carmen Franco Polo, I duquessa de Franco i marquesa vídua de Villaverde i aquesta va ser apartada per la seva condició de dona, aquest títol l'ostenta ara el seu germà Francisco Franco y Martínez-Bordiú, XI marquès de Villaverde i II senyor de Meirás, per tant i sabent que la llei es posarà de part de la seva filla Carmen ha designat en el seu testament que quan ella mori el seu fill serà II duc de Franco, però aquest haurà de passar a la seva germana el marquesat de Villaverde convertint-se en la XII marquesa de Villaverde, títol que passarà al seu fill primogènit, és a dir a Lluís Alfons, sent el XIII marquès de Villaverde.

### Defunció del seu pare
El 30 de gener de 1989, el seu pare, Alfons de Borbó, va morir accidentalment esquiant a les Muntanyes Rocoses, en Estats Units i Luis Alfonso es va convertir pels legitimistes en cap de la Casa de Borbó de França i pretendent al tron. Si regnés, ho faria com a Lluís XX de França. No obstant això, Lluís Alfons va refusar anar a viure amb la seva mare a França, preferint romandre a Madrid amb la seva àvia materna, Carmen Franco y Polo.

### Matrimoni
El 6 de novembre de 2004 va contreure matrimoni amb la veneçolana María Margarita Vargas Santaella en la Romana (República Dominicana). Cap membre de la família reial espanyola va assistir a l'enllaç. El matrimoni va viure diversos anys a Veneçuela, on Lluís Alfons va treballar en el Banco Occidental del Descuento, propietat del seu sogre, el banquer Víctor José Vargas Irausquín. El matrimoni té quatre fills:
- Eugènia de Borbó Vargas (5 de març de 2007, Miami);
- Lluís de Borbó Vargas (28 de maig de 2010, Nova York);
- Alfons de Borbó Vargas (28 de maig de 2010, Nova York).
- Enric de Jesús de Borbó Vargas (1 de febrer de 2019, Nova York).

El 18 de setembre de 2010, Lluís Alfons es va traslladar a viure a Madrid, amb la seva esposa i fills. Actualment exerceix el càrrec de vicepresident internacional del Banco Occidental del Descuento, tot i que al web del propi banc apareix només com un dels directors suplents.

## Distincions honorífiques
Com a successor legitimista al tron de França, Lluís Alfons de Borbó ostenta el Gran Mestratge de les Reials Ordes del Regne de França. A més, mentre que Cap de la Casa de Borbó francesa, ha rebut quatre distincions.
Ordes franceses
- Gran mestre de l'Orde de l'Esperit Sant
- Gran mestre de l'Orde de Sant Miquel
- Gran mestre de l'Orde de Sant Lluís

Ordes estrangeres
- Batllia gran creu d'honor i devoció de l'Orde de Malta